# Château de Balleroy
El Château de Balleroy es una château que se encuentra en Balleroy.
Está parcialmente clasificado como monumento histórico.

## Ubicación
Con vistas al Drôme, está situado en el municipio de Balleroy, en el departamento francés de Calvados en la región de Normandía.

## Histórico

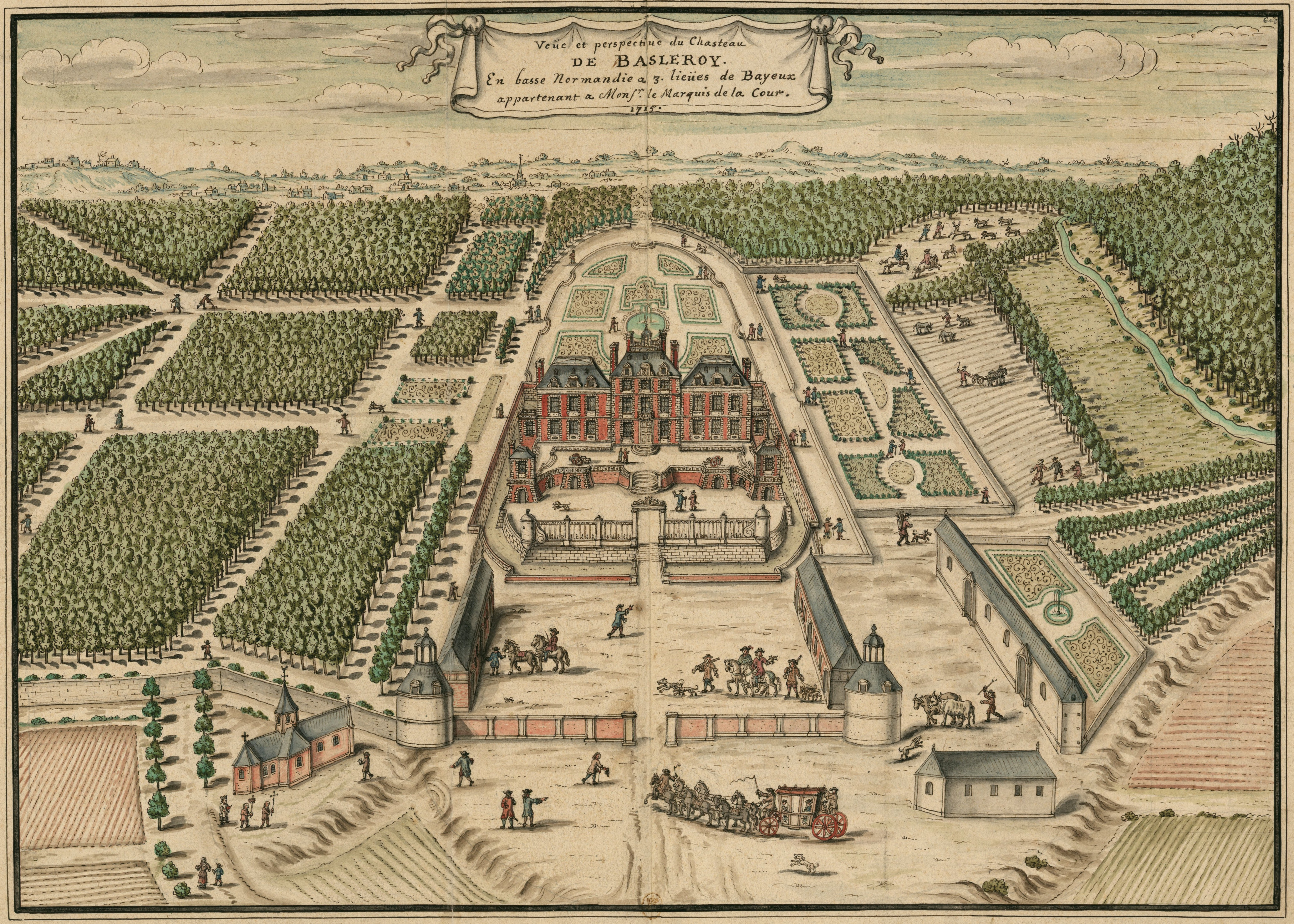
Perspectiva de 1715, de Louis Boudan.

Situado dentro de una fortaleza llamada Baleré — cerca del bosque y de la abadía de Cerisy, fue adquirido el 11 de abril de 1600 por Jean de Choisy, hijo de uno de los veinticuatro comerciantes de vino que siguieron a la corte de Henri IV.
Habiendo conocido en un hotel de Meulan al Superintendente de Finanzas François d'O, durante la partida de ajedrez que siguió a la cena, Choisy le habría dejado ganar por cálculo, lo que hizo que este personaje influyente se apegara, lo empleara en negocios e hizo su fortuna, lo que le permitió pagar 1500 écus. por este pequeño feudo normando formado « pastos escasos, zarzas y brezos» 
Probablemente fue construido por su hijo, Jean II de Choisy, entre 1625 y 1630, sobre planos atribuidos a François Mansart. Jean Se había casado con una Hurault, bisnieta del canciller de L'Hospital, prima del canciller Hurault de Cheverny, que mantenía correspondencia, entre otros, con Marie de Gonzague, reina de Polonia, duquesa de Saboya — la hermana de luis XIII — Reina Cristina de Suecia y varias princesas alemanas  . Su reputación como intelectual interesó así al joven Louis XIV queriendo llegar a ser « Un hombre honesto , que pagaba las entrevistas que ella « concedía dos veces por semana con una pensión de 8000 livres(Frégnac).
Jean II, el consejero de Estado y  chancelier de Gastón de Orleans, duque de Orléans se alojaron suntuosamente en el palacio del Luxemburgo. En 1665, Madame de Choisy, que había enviudado, fue exiliada a su tierra de Balleroy, donde hizo transportar sus muebles y la decoración de sus habitaciones, que aún son una joya de este castillo.
En 1679, cayó en manos del abad de Choisy, cuarto y último hijo de Jean III de Choisy, que es muy joven disfrazada de niña hasta los dieciocho años, para cortejar a Ana de Austria y presentarla al séquito de su hijo menor, Felipe I de Orleans, de quien se convirtió en su joven compañero de juegos.
Habiéndose convertido en abad, dejó memorias famosas al servicio de la historia de Louis XIV (1737). Es enviado como embajador ante el rey de Siam para una conversión al catolicismo. Habiendo heredado la finca Balleroy en lugar de su hermano mayor, que murió sin hijos, la vendió en 1698 a la princesa de Harcourt, nacida Françoise de Blacas, que solo lo disfrutó unos meses.
Por patente real de 1704, la tierra de Balleroy fue erigida en marquesado en beneficio de su primo por matrimonio Jacques de La Cour (1665-1725), consejero del rey, esposo de Madeleine-Charlotte-Émilie de Caumartin (1675-1749), a quien la costumbre de Normandía había autorizado, en su calidad de nieta de Madeleine de Choisy para ejercer el derecho de separación de linaje (17 de diciembre de 1701).
En 1744 Jacques-Claude, segundo marqués de Balleroy (1694-1773), marido de una Goyon -Matignon, primer escudero del duque de Orleans y luego gobernador del duque de Chartres, fue exiliado allí por Louis XV por haber tomado partido contra M. de Châteauroux, la amante real del momento; luego se ocupó de sus minas de carbón de Littry y fundó una alfarería de piedra arenisca.
Sus dos hijos militares fueron arrestados en Balleroy durante la Revolución y luego condenados y guillotinados el 27 de marzo de 1794. En cuanto a su hija, la condesa d'Hervilly, después de que el doctor Vimard lograra salvarla de la misma suerte haciéndola pasar por loca al haberla revolcado en ortigas, tuvo que esconderse durante mucho tiempo con sus hijas (Frégnac).
El dominio y el castillo fueron confiscados pero en 1795 la condesa reclamó y obtuvo su parte del patrimonio familiar, que compartió en 1806 con su hermano Philippe (1763-1840), cuarto marqués, quien en 1819 tuvo que revender el dominio a un marqués de La Londe, alcalde de Versalles, con derecho de redención por su hijo.
Así fue como en 1827 François o Franz (1796-1875), quinto marqués, esposo de Mathilde d'Orglandes, pudo recuperar la posesión de la misma.
Hasta 1970 el patrimonio familiar quedó en manos de sus herederos en la persona de Myriam Bénédic (1926-2006) — cuyo marido era ahijado de Hubert Lyautey — quien se lo vendió al multimillonario empresario estadounidense Malcolm Forbes, director de la revista Forbes que creó un museo de globos en las dependencias. En agosto de 2019, casi veinte años después de la muerte de su padre, Christopher Forbes la vendió con sus muebles al empresario estadounidense Roy Eddleman.
Entre sus ocupantes famosos se encuentran, bajo el Segundo Imperio, el conde Albert Félix Justin de la Cour de Balleroy, un pintor de animales del XIX, amigo de Édouard Manet y del grupo Batignolles.  Cuatro de sus cuadros con escenas de caza adornan el comedor del castillo. La emperatriz Eugenia poseía una de sus obras. Comandante de la Guardia Nacional de 1870 a 1871, ese mismo año fue elegido por escrutinio como primer diputado de Calvados. Su hijo Jacques (1870-1948) fue el sexto y penúltimo marqués de Balleroy.
Marcel Proust visitó el castillo en compañía de Paul Helleu y lo habría trasladado al castillo de Guermantes en En busca del tiempo perdido.

## Descripción

### Una obra maestra de la arquitectura de Louis
François Mansart, entonces desconocido, que ya había elaborado los planos del nuevo castillo de Berny, residencia transformada del canciller Pierre Brûlart de Sillery (1624-1625), vino regularmente a Balleroy de 1632 a 1634 y entregó aquí los del castillo. y el antiguo poblado que, preexistente a la residencia señorial, fue trasladado y dispuesto a ambos lados de un eje principal para crear una perspectiva donde se ubicaba una calle, avenida o callejón de honor, suave pendiente, patio principal enmarcado por dos plazas pabellones y al que se accede por una titulación doble movimiento inverso, derivado de un modelo diseñado por Bramante para el Vaticano, y muy popular entre los arquitectos del XV, dependencias alargadas y bajas que enmarcan macizos de flores de gran follaje de boj, patio principal de planta curva flanqueado por dos garitas, finalmente una terraza rodeada por una balaustrada, a modo de " meseta » donde parece estar colocado el castillo.
Obra temprana, marca un punto de inflexión en la historia de la arquitectura francesa.
Construido en esquisto rojizo de la zona, menos costoso que el ladrillo tradicional, sobre el que destacan las cadenas de piedra de Caen arpada, tiene un pabellón central, que alberga una gran escalera cuadrada abierta, coronada con 'una linterna flanqueada por dos edificios inferiores. Las dependencias están dispuestas a ambos lados de los jardines diseñados por Le Nôtre.
Su interior ofrece en el primer piso un gran salón ceremonial con una suntuosa decoración mural completada, hacia 1675, por una importante composición pintada en el techo Le Char du Soleil por Charles de La Fosse, y no por Mignard como era creído durante mucho tiempo, así como los retratos ejecutados hacia 1651, en el corazón de la Fronda, atribuidos a Juste d'Egmont, exaltando las ambiciones de Gaston d'Orléans, la duquesa y sus hijos, en particular la Grande Mademoiselle, representada como Minerva. El Gran Condé preside la chimenea, mientras que el retrato (póstumo) de Louis XIII y el de Louis XIV ocupan lugares secundarios. El salón de la planta baja recibió el Tobie y el ángel de Claude Vignon.
A principios del siglo XX, Henri Duchêne creó en el patio entre los dos edificios estables un jardín de estilo francés que consta de dos parterres de boj recortado y una terraza flanqueada por dos pabellones.
Las dependencias de la izquierda albergan el Musée des Ballons creado por Malcolm Forbes, que contiene documentos sobre los hermanos Montgolfier.
El jardín  está citado por Philippe Thébaud entre los trescientos jardines más bellos de Francia.

## Protección de los monumentos históricos
El castillo, los pabellones de las esquinas de su patio principal, las fachadas y cubiertas de las dependencias y las dos torres que las preceden, su foso, sus jardines y su parque están clasificados como monumentos históricos por orden del 18 de enero de 1951.

### Parque Natural
El parque y sus avenidas son un sitio catalogado desde el 4 de marzo de 1943.